# Lucas Domínguez
Lucas Domínguez Irarrázabal (* 27. Oktober 1989 in Santiago) ist ein ehemaliger chilenischer Fußballspieler. Der Verteidiger spielte sechsmal für die Nationalmannschaft Chiles.

## Karriere

### Verein
Lucas Domínguez kam im Juni 2008 aus der Jugend von Audax Italiano zur Profimannschaft. Dort debütierte der Abwehrspieler in der Copa Chile 2008/09 gegen die Santiago Wanderers. Beim 2:2-Unentschieden erzielte Domínguez direkt ein Tor. In der Primera División wurde er erstmals im März 2009 eingesetzt. In der Folgesaison schaffte Domínguez den Sprung zum Stammspieler. 2012 lief sein Vertrag aus, nachdem Domínguez das Angebot von Audax nicht angenommen hatte. Er ging zum CSD Colo-Colo, bei dem der frühere Trainer von Audax, Omar Labruna, nun an der Seitenlinie stand. Die Albos durchliefen allerdings eine nicht erfolgreiche Phase, so dass Domínguez per Leihe zu Everton wechselte. Dort konnte er trotz guter Leistungen den Abstieg des Klubs nicht verhindern.
Domínguez bekam jedoch die Möglichkeit, nach Spanien zu SD Ponferradina zu gehen, wo er eine Saison spielte. Zurück in Chile spielte er beim CD Magallanes und bei Unión Española. In der Saison spielte Domínguez nochmal in Europa beim griechischen Verein Paphos FC. 2018 bis 2019 lief Domínguez noch einmal für Everton auf, in der zweiten Jahreshälfte für die Rangers de Talca. Anfang 2020 schloss er sich für die Play-off-Runde dem Ligazweiten Deportes La Serena an, mit dem er gegen Deportes Temuco den Aufstieg schaffte. Im Elfmeterschießen gewann La Serena mit 4:3, Domínguez war als vierter Schütze für La Serena erfolgreich. Zwei Tage nach dem Triumph verkündete Domínguez sein Karriereende.

### Nationalmannschaft
Für Chile debütierte Lucas Domínguez im Januar 2011 beim 1:1-Unentschieden im Freundschaftsspiel gegen die USA, als er für Daúd Gazale rund 20 Minuten vor Spielende eingewechselt wurde. Er spielte weitere Freundschaftsspiele bis zu seinem letzten Länderspiel in der Copa del Pacífico 2012 gegen Peru. Insgesamt absolvierte Domínguez sechs Spiele im Nationaltrikot.